# Sint-Lambertuskerk (Hedikhuizen)
De Sint-Lambertuskerk is een voormalig katholiek kerkgebouw in de Lambertusstraat 5a in Hedikhuizen in de Noord-Brabantse gemeente Heusden.

## Geschiedenis
De parochie van Hedikhuizen is al oud en het eerste kerkje was de Lambertuskerk. Het patronaatsrecht was sinds 1285 in handen van de Abdij van Berne. In 1369 splitste de parochie van Bokhoven zich af. De kapel van Haarsteeg werd ook vanuit Hedikhuizen bediend. In 1598 werd deze kerk in beslag genomen door de protestanten. Vanaf 1692 was er een schuurkerk in Haarsteeg van waaruit ook Hedikhuizen werd bediend.
In 1846 werd de parochie van Haarsteeg gesplitst en werd Hedikhuizen weer een zelfstandige parochie. Ook werd er een waterstaatskerk gebouwd. Omstreeks 1930 werd nog een toren in neoromaanse stijl toegevoegd. Het kerkje werd echter in 1944 door oorlogsgeweld verwoest. Voorlopig moesten de gelovigen zich behelpen met een biljartzaal. In 1962-1963 werd uiteindelijk een nieuwe kerk gebouwd.
In 2011 werd de kerk onttrokken aan de eredienst en daarna verkocht. De kerk werd daarna benut als woning.

## Gebouw
Het door Huub Baayens ontworpen gebouw werd gebouwd in de stijl van de Bossche School. Het betreft een vierkant bakstenen gebouw met tentdak met op de top daarvan een open klokkentorentje.